# Tokyosoma ronkayi
Tokyosoma ronkayi är en mångfotingart som först beskrevs av Shear 1990.  Tokyosoma ronkayi ingår i släktet Tokyosoma och familjen Diplomaragnidae. Inga underarter finns listade i Catalogue of Life.